# Ivart meghatározó haploid-diploid rendszer
Az ivart meghatározó haploid-diploid rendszer  a hártyásszárnyúak (Hymenoptera) rendjébe tartozó ízeltlábúaknál, mint például a méheknél, darazsaknál és hangyáknál, valamint a bogarak (Coleoptera) közül az igazi szúk (Scolytinae) alcsaládjában fordul elő. Itt a megtermékenyítetlen petékből haploid egyedek fejlődnek, ezek a hímek (herék). A diploid egyedek általában nőstények, vagy steril hímek. Így, ha a méhkirálynőt megtermékenyíti egy here, nőstény utódainak génállománya 75%-ban egyezik meg, nem 50%-ban, mint az XY és ZW rendszereknél. Ezt a tényt fontosnak tekintik az euszociális (államalkotó) rovarok kifejlődésénél, mivel növeli a rokonszelekció (kin selection) fontosságát.
Több modellt is felállítottak a rendszer magyarázatára. A széleskörűen elfogadott modell az ún. „kiegészítő allél modell” (complementary allele model). A modell szerint az egy bizonyos allélre nézve heterozigóta egyedek nőstényekké fejlődnek, a homozigóta és hemizigóta (kettő helyett egy allél-példányt tartalmazó) egyedek pedig hímekké. Más szóval, a megtermékenyített petékből diploid génkészletű utódok fejlődnek, amik nőstények lesznek, a megtermékenyítetlen petékből pedig haploid és hím utódok fejlődnek. A diploid hímek terméketlenek, mivel spermájuk nem ment át meiózison, így utódaik triploid génkészletűek lennének.
Párzás után a termékeny hártyásszárnyú nőstény a spermát egy belső spermatartó zsákban (spermatheca) tárolja. A tárolt sperma kibocsátását szabályozni képes: ha kibocsát belőle, amikor egy pete áthalad a petevezetéken, a pete megtermékenyül.

## A házi méhek ivarának meghatározása
A házi méh (Apis mellifera) esetében a herék teljes egészében a méhkirálynőből (az anyjukból) származnak. A királynőnek 32 kromoszómája van, a heréknek 16. A herék genetikailag azonos spermát termelnek. A hímek nem járulnak hozzá a hímek örökítő anyagához, így a heréknek nincsen apjuk és nem lehetnek hím utódai sem. A nőstény (dolgozó) méhek örökítő anyaga felerészt az anyától, felerészt az apától származik. Így, ha a méhkirálynő párzik valamelyik herével, bármelyik két nőstény utód génjei átlagosan 3/4-részt egyeznek meg. Nőstény utód esetében a diploid királynő genomja rekombinálódik, de a haploid apai genom „egy az egyben” tovább adódik.
Bár a dolgozók képesek megtermékenyítetlen petéket lerakni, amikből herék fejlődhetnek, a haploid-diploid rendszer inkább az indirekt szelekció útján előnyös az egyed számára: a dolgozók a méhkirálynő nőstény utódainak közelebbi rokonai (testvérei) mint a dolgozók hím utódainak (unokatestvérei). Így a királynő utódainak túlélése ugyanazoknak a géneknek a terjedését segíti elő, mint amikkel a dolgozó is rendelkezik. Tehát a nővérek közötti segítő viselkedés növeli az altruista egyed inkluzív fitneszét. A hímek, melyek nem annyira közel rokonok egymáshoz, csak átlagosan 25%-ban egyeznek meg az alléljeik nőtestvéreikével. Ebből is adódhat, hogy a hímek nem mutatnak együttműködő interakciókat bármelyik nemű testvéreikkel.
Mivel a dolgozó méhek rövid életűek, és állandóan cserélődnek, a rokonszelekció stratégiája valószínűleg elengedhetetlen a raj működésének fenntartása szempontjából. Azonban, mivel a királynők tucatnyi hímmel is pározhatnak, a dolgozók nem feltétlenül mind édes testvérek. A sperma párzás utáni tárolása, és későbbi felhasználása miatt az egy „költésbe” tartozók közelebbi rokonságban lehetnek egymással, mint a később kikelt méhekkel.
A megegyező gének aránya a haploid-diploid rendszer viszonylatában
| Nem     | Lány | Fiú | Anya | Apa | Lánytestvér | Fiútestvér | Unokatestvér |
| ------- | ---- | --- | ---- | --- | ----------- | ---------- | ------------ |
| Nőstény | 1/2  | 1/2 | 1/2  | 1/2 | 3/4         | 1/4        | 3/8          |
| Hím     | 1    | 0   | 1    | 0   | 1/2         | 1/2        | 1/4          |

## Külső hivatkozások
- Unusually High Recombination Rate Detected in the Sex Locus Region of the Honey Bee (Apis mellifera) Martin Beye, Greg J. Hunt, Robert E. Page, M. Kim Fondrk, Lore Grohmann, and R. F. A. Moritz; Genetics, Vol. 153, 1701-1708, December 1999
- Single-locus complementary sex determination absent in Heterospilus prosopidis (Hymenoptera: Braconidae) Z. Wu, K. R. Hopper, P. J. Ode, R. W. Fuester, M. Tuda and G. E. Heimpel; Heredity (2005) 95, 228–234
- Sex determination in the Hymenoptera Michael Mahowald, Eric von Wettberg; 1999
- Reproductive harmony via mutual policing by workers in eusocial hymenoptera Francis Ratnieks; American Naturalist 132(2) 217-236 ; 1988

## Lásd még
- Haplodiploidia
- X-kromoszóma
- Y-kromoszóma
- Kromoszóma
- Ivart meghatározó rendszer
  - Ivart meghatározó XY rendszer
  - Ivart meghatározó X0 rendszer
  - Ivart meghatározó ZW rendszer

## Fordítás
- Ez a szócikk részben vagy egészben  a   Haplodiploid sex-determination system című angol Wikipédia-szócikk ezen változatának fordításán alapul.  Az eredeti cikk szerkesztőit annak laptörténete sorolja fel. Ez a jelzés csupán a megfogalmazás eredetét és a szerzői jogokat jelzi, nem szolgál a cikkben szereplő információk forrásmegjelöléseként.